# Георгис Метаксас
Георгис Метаксас (на гръцки: Γιώργης Μεταξάς), известен като Хаджи Георгис (Χατζηγιώργης) е гръцки революционер, водач на Тасоското въстание по време на Гръцката война за независимост в 1821 година.

## Биография
Роден е в тасоското село Теологос в голямото патриархално семейство на първенеца Метаксас Димитриос, който в 1892 г. се опълчва на произвола на турския комендант на Лимнос Керим. Димитриос е заловен и затворен в Кавала, но е освободен след намесата на турски адмирал. След смъртта му, като първенец на Теологос го наследява синът му Анагностис, а след неговата смърт - другият му син Георгиос, който в 1813 година, след създаването на институцията от египетските власти, става коджабашия на цял Тасос.
Георгиос става член на Филики Етерия. При избухването на Гръцкото въстание в къщата му в Теологос се провежда среща на революционния комитет. Хаджигеоргис показва рисковете и изразява съмнения в успеха на въстанието, но е увлечен от събитията и, макар и в напреднала възраст, оглавява движението. След капитулацията на въстаниците, Хаджигеоргис първоначало се крие в мазето на къщата си, след което се оттегля на Тинос и Сирос, където остава 2-3 година. Завръща се в 1824 година и слиза на Салупес. Разбирайки обаче, че е търсен от властите, със същия кораб заминава за Египет, за да се срещне с Мохамед Али паша, чието владение е Тасос. Амнистиран от Мохамед Али, Хаджигеоргис заминава за Тасос и си връща конфискуваната от власите собственост. В документ от 29 декември 1825 година е споменат като починал.